# Консерваторія Барі
Консерваторія Нікколо Піччінні (італ. Il Conservatorio Niccolò Piccinni) — вища школа музичного мистецтва, заснована в Барі в 1925 році.
Присвячена пам’яті Нікколо Піччінні та є закладом вищої художньої, мистецької, музичної та танцювальної підготовки (AFAM), що належить до університетської системи Італії.
На 2015 рік заклад нараховув близько 2 000 студентів та був консерваторією з найбільшою кількістю студентів в Італії. Розташована на Віллі Буччіро, Барі, з 1957 року.

## Історія
Консерваторія народилася як приватний музичний інститут, присвячений відомому композитору та оперному виконавцеві з Барі Нікколо Піччінні, та була основана популярним скрипалем, публіцистом та музичним критиком Джованні Капальді. 
Була урочисто відкрита 14 травня 1925 року на вулиці Віа Мело в центрі міста, в присутності влади та почесного директора інституту маестро Амілкаре Занелла (директор музичного ліцею "Джоакіно Россіні" в Пезаро, що зараз є Державною музичною консерваторією "Джоакіно Россіні"). Першим директором, до 1933 року, був сам засновник. Дуже молодий інститут досяг чудових результатів за підтримки муніципалітету Барі та адміністрації провінції. Серед перших викладачів, які призвели до створення інституту, відомі знаменитий Джоконда Де Віто з кафедри скрипки, Італо Делле Чезе з класу гармонії та контрапункту, Дон Чезаре Франко з додаткової гармонії, Нікола Коста, викладач головного фортепіано.

У 1932 р. інститут перейшов у власність консорціуму, що складався з провінції, муніципалітету Барі та провінційної ради економіки, перетворившись на Liceo Musicale (буквально художній ліцей). У 1937 році він домігся рівня Державної музичної консерваторії.

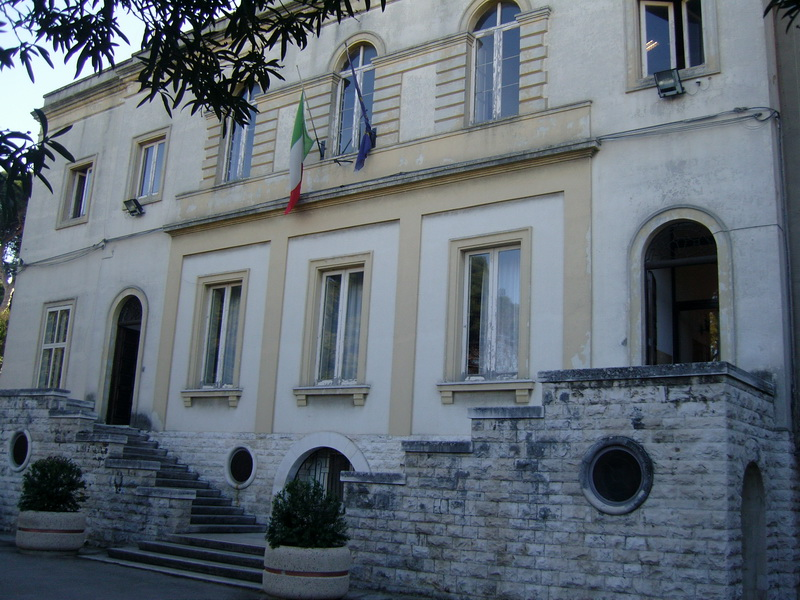
Вілла Буччієро, осередок консерваторії

З труднощами піднявшись з руїн війни, у 1957 році ліцей переїхав до свого теперішнього місця, Вілла Ліндеманн (колишня Буччієро), а в 1959 році він був перетворений у Державну музичну консерваторію. Це була чотирнадцята консерваторія, яка виникла в Італії.
Вчення (11 у 1932 та 27 у 1937) досягли 48 звичайних дисциплін. Головною фігурою переходу від середньої школи до консерваторії був маестро Ніно Рота, викладач фуги та композиції в 1950 році, а також директор до 1976 року.

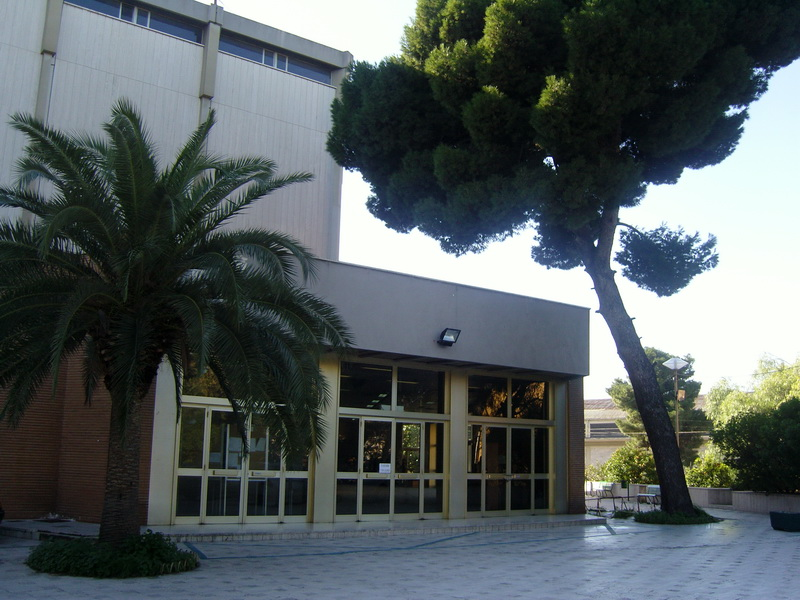
Зовнішній вигляд аудиторії

Будинок було збільшено в 1966 році з будівництвом Середньої школи, і одночасно розпочато роботи з будівництва Аудиторії імені Ніно Рота, які тривали до 1981 року, року відкриття та введення в експлуатацію. У 1968 році на місці була обладнана бібліотека, а в жовтні 1971 року була побудована відокремлена частина Монополі, яка в даний час є незалежним місцем проживання. У 2009 році було завершено будівництво нового комплексу навчальних кабінетів та розпочато ремонт Аудиторії, яка зараз закрита для громадськості з 1992 року. Протягом приблизно десяти років (1998-2010) консерваторія також могла похвалитися престижним місцем у старовинному селі Каса Піччінні (місце народження композитора), відкривши міжнародний центр музичних досліджень та музичний музей.
Почесним директором консерваторії є маестро Ріккардо Муті, студент за часів режисури Ніно Рота.

## Дидактика
Наразі в консерваторії є 33 школи та 203 викладачі.
В Інституті проходять підготовчі курси підготовки I та II рівня, а також курси старої системи, яки повинні закінчитися.
Різні курси зібрані в наступних відділах  :
- Спів та музичний театр
- Духові інструменти
- Струнні та струнні інструменти
- Нові технології та мови
- Інструменти клавіатури
- Теорія та аналіз, склад та напрямок
- Дидактика
- Стародавня музика

## Директори
- Ніно Рота (1950-1976)
- Джованні Антоніоні (1976-1982)
- Фердінандо Сарно (1982-1987)
- Раффаеле Сквіччаріні (1987-1989)
- Марко Ренці (1989-2010)
- Франческо Монополі (2010-2012)
- Джампаоло Скіаво (2012-2019)
- Corrado Roselli (2019-сьогодні)